# فرودگاه صحرایی سسنا ایرکرفت
فرودگاه صحرایی سسنا ایرکرفت (به انگلیسی: Cessna Aircraft Field) یک فرودگاه همگانی بهره‌برداری هوایی با کد یاتا CEA است که یک باند فرود آسفالت دارد و طول باند آن ۱۱۸۰ متر است. این فرودگاه در شهر ویچیتا کشور ایالات متحده آمریکا قرار دارد و در ارتفاع ۴۲۰ متری از سطح دریا واقع شده‌است.